# Anthrax flavipes
Anthrax flavipes är en tvåvingeart som först beskrevs av Roder 1896.  Anthrax flavipes ingår i släktet Anthrax och familjen svävflugor. Inga underarter finns listade i Catalogue of Life.